# Muhammad al-Fazari
Abu abdallah Muhammad ibn Ibrahim al-Fazari (f. 796 u 806) fue un filósofo, matemático y astrónomo musulmán.

Mientras que algunas fuentes se refieren a él como árabe,
 otras fuentes dicen que era persa.

Al-Fazari tradujo muchos libros científicos al árabe y al persa. Se le atribuye ser el primero que construyó un astrolabio en el mundo islámico. Junto con Yaqub ibn Tariq y su padre, ayudó a traducir el texto astronómico indio de Brahmagupta (quien vivió en torno al siglo VII), el Brahmasphutasiddhanta, al árabe como Az-Zīj ‛alā Sinī al-‛Arab o el Sindhind. Esta traducción fue quizás el medio mediante el cual los números arábigos fueron transmitidos desde la India al islam.